# Wilder Urlaub
Pour plus de détails, voir Fiche technique et Distribution.
Wilder Urlaub (titre français : La Nuit sans permission) est un film suisse réalisé par Franz Schnyder sorti en 1943.

## Synopsis
Seconde Guerre mondiale. Le mitrailleur Hermelinger loue une chambre dans la vieille ville de Zurich à la famille Ruttishuser. Il est en fuite, car il a frappé le sergent Epper, un supérieur avec lequel il était en conflit. Lors d'une tentative de voler des vêtements civils dans la pièce voisine, il est surpris par le locataire, Fritz Hablützel, un étudiant. Ce dernier est officier et a une arme dont Hermelinger s'est emparé. Alors que l'arme se déclenche, Hermelinger arrête toute résistance et passe aux aveux.
Il raconte comment les anciens camarades Hermelinger et Epper se sont engagés : Epper, fils d'une bonne famille, fait la connaissance de l'ouvrier Hermelinger. Lors du service militaire, Epper obtient un grade plus élevé et harcèle Hermelinger.
Emil Ruttishuser demande à Hermelinger d'appeler un médecin : Sa fille Lorli est gravement malade, et le père craint le pire. La situation est la bonne occasion pour Hermelinger de fuir, mais il ne le fait pas. Il va dans un restaurant ; au moment de la fermeture, il invite la serveuse chez lui. Mais Hermelinger prend peur, la serveuse s'en va. Hermelinger court à travers Zurich dans la nuit, il échappe à la police qui fait respecter le couvre-feu. Dans la maison de Ruttishuser, il retrouve Hablützel qui s'apprête à rejoindre son unité. Il confesse à Hermelinger qu'il ment à tout le monde, parce qu'il n'a plus envie d'étudier.
Le lendemain matin, Lorli Rutishuser se remet peu à peu. Hermelinger prend le train pour Marseille, mais s'arrête à Dietikon pour affronter la justice militaire. Il apprend que le sergent Epper est seulement blessé. Impressionné par Hermelinger, Epper veut retrouver la camaraderie entre eux.

## Fiche technique
- Titre : Wilder Urlaub
- Réalisation : Franz Schnyder
- Scénario : Franz Schnyder, Richard Schweizer, Kurt Guggenheim d'après son roman[2]
- Musique : Robert Blum
- Photographie : Emil Berna
- Montage : Käthe Mey
- Production : Lazar Wechsler
- Sociétés de production : Praesens-Film
- Société de distribution : Praesens-Film
- Pays d'origine :  Suisse
- Langue : suisse allemand
- Format : Noir et blanc - 1,37:1 - Mono - 35 mm
- Genre : Drame
- Durée : 84 minutes
- Dates de sortie :
  -  Suisse : 2 octobre 1943.
  -  Danemark : 19 juin 1944.

## Distribution
- Robert Trösch : Hermelinger
- Paul Hubschmid : Fritz Hablützel
- Robert Freitag : Wachtmeister Epper
- Adolf Manz : Emil Ruttishuser
- Sylva Denzler : Emma Quadri
- Johannes Steiner : Dr. Krebser
- Elfriede Volker : Mme Ruttishauser
- Max Werner Lenz (de) : Le vendeur de lampes
- Bethli Rutishauser : Lorli Ruttishuser

## Source de la traduction
- (de) Cet article est partiellement ou en totalité issu de l’article de Wikipédia en allemand intitulé « Wilder Urlaub » (voir la liste des auteurs).